# Servizio meteorologico nazionale ellenico
Il Servizio meteorologico nazionale ellenico (in greco Εθνική Μετεωρολογική Υπηρεσία?, Ethnikī Meteōrologikī Ypīresia) è il servizio meteorologico nazionale della Grecia sottoposto allo Stato maggiore dell'Aeronautica militare greca.
Ha sede presso l'aeroporto di Atene-Ellinikon ed è membro dell'Organizzazione meteorologica mondiale dal 20 gennaio 1950. Il suo attuale comandante è il generale di brigata Spyridōn Mparsakīs, in carica dal 21 marzo 2023.

## Storia

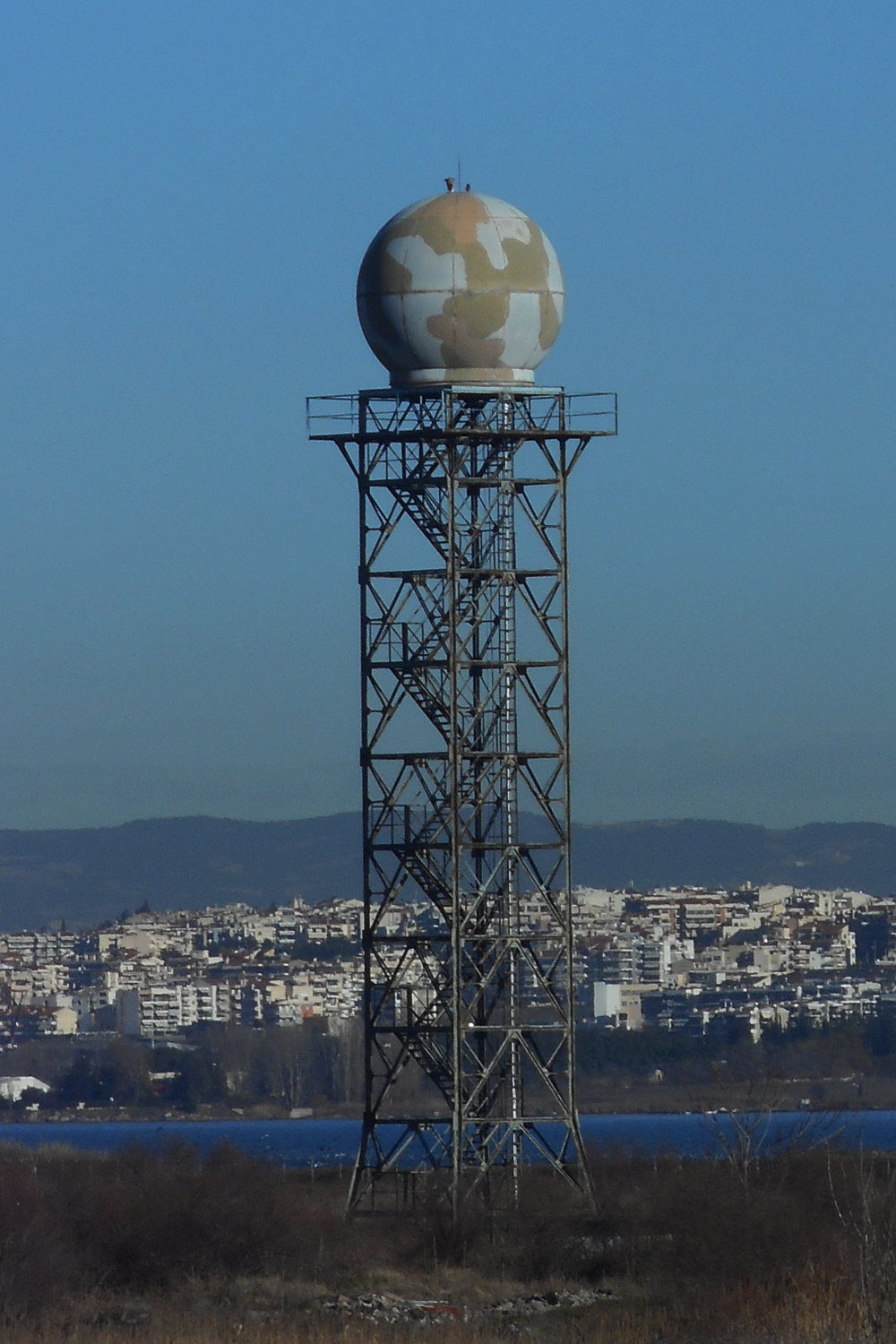
Radar meteorologico del Servizio meteorologico nazionale ellenico nei pressi dell'aeroporto di Salonicco-Macedonia.

Il Servizio meteorologico nazionale fu fondato nel 1931 presso il Ministero dell'aeronautica, con l'obiettivo di fornire supporto meteorologico sia in campo militare che in campo civile, e nel corso degli anni successivi sviluppò una rete nazionale di stazioni meteorologiche; nel 1935 divenne membro dell'Organizzazione meteorologica internazionale (OMI) e poi dell'Organizzazione meteorologica mondiale (OMM) a partire dal 20 gennaio 1950.

## Organizzazione
Il Servizio meteorologico nazionale è sottoposto al Capo di Stato maggiore dell'Aeronautica militare greca. Esso opera mediante due centri meteorologici siti a Larissa e Salonicco, cinque radar meteorologici siti presso Larissa, Salonicco, Andravida, Ymetto e presso la base navale di Creta a Suda e circa 110 stazioni meteorologiche sparse sul territorio nazionale a cui si aggiungono gli uffici meteorologici presso i vari stormi e squadroni dell'Aeronautica.